# 오쿠라 히데타카
오쿠라 히데타카(일본어: 大倉 英貴, 1944년 7월 1일 ~ )는 일본의 전 프로 야구 선수이다. 히로시마현 사에키군 하쓰카이치정(현: 하쓰카이치시) 출신이며 현역 시절 포지션은 내야수였다.

## 인물
히로시마 상업고등학교 시절에는 에이스 투수였다. 1962년 춘계 주고쿠 대회에서는 결승에 진출하여 마쓰에 상업고등학교(시마네현)를 누르고 우승했지만 하계 히로시마현 대회 예선에서 팀은 탈락하여 고시엔 대회에는 출전할 수 없었다. 고교 동기로는 오시타 쓰요시, 가미고우치 마코토가 있다.
졸업 후 시바우라 공업대학에 진학하여 야수로 전향했는데 도토 대학 리그에서는 우승에 이르지 못했지만 1965년 추계 리그와 1966년 춘계 리그에서 2년 연속 수위 타자를 차지했다. 리그 통산 73경기에 출전하여 244타수 69안타, 타율 0.283, 6홈런, 23타점을 기록했고 베스트 나인(3루수 부문)을 2회 수상했다.
1966년 제2차 드래프트 2순위로 한신 타이거스에 입단했는데 제2차 선택 회의에서는 한신 외에 8개 구단으로부터 명단에 오른 적이 있다. 1년째인 1967년에는 1군에서 기용돼 3루수로서 10경기에 선발 출전했고 1969년에는 고다마 아키토시 등을 제치고 주전 자리를 획득했다. 하지만 이듬해 1970년 시즌 후반에는 후지타 다이라가 3루수 자리로 되돌아왔고 고토 가즈아키의 두각을 드러내는 일도 있어서 포지션 자리를 잃었다. 이후에도 준주전으로 기용돼 1972년에는 38경기에 선발 출전하여 타율 0.265를 남겼다. 그러나 1973년에는 출전 기회가 줄어들었고 그 해를 마지막으로 현역에서 은퇴했다.
타격면에서는 대학 시절부터 중거리 타자로서 높은 평가를 받았지만 수비면에서 약하다는 지적이 있었는데 1969년에는 19차례의 실책을 기록했다.

## 상세 정보

### 출신 학교
- 히로시마 현립 히로시마 상업고등학교
- 시바우라 공업대학

### 선수 경력
- 한신 타이거스(1967년 ~ 1973년)

### 등번호
- 13(1967년)
- 1(1968년 ~ 1973년)

### 연도별 타격 성적
| 연 도      | 소 속      | 경 기 | 타 석 | 타 수 | 득 점 | 안 타 | 2 루 타 | 3 루 타 | 홈 런 | 루 타 | 타 점 | 도 루 | 도 루 자 | 희 생 번 | 희 생 플 | 볼 넷 | 고 4 | 사 구 | 삼 진 | 병 살 타 | 타 율 | 출 루 율 | 장 타 율 | O P S |
| ---------- | ---------- | ----- | ----- | ----- | ----- | ----- | ------- | ------- | ----- | ----- | ----- | ----- | -------- | -------- | -------- | ----- | ---- | ----- | ----- | -------- | ----- | -------- | -------- | ----- |
| 1967년     | 한신       | 21    | 34    | 30    | 2     | 8     | 1       | 0       | 1     | 12    | 1     | 0     | 1        | 0        | 0        | 2     | 0    | 2     | 7     | 0        | .267  | .353     | .400     | .753  |
| 1968년     | 한신       | 8     | 6     | 6     | 0     | 0     | 0       | 0       | 0     | 0     | 0     | 0     | 0        | 0        | 0        | 0     | 0    | 0     | 1     | 1        | .000  | .000     | .000     | .000  |
| 1969년     | 한신       | 119   | 365   | 336   | 28    | 80    | 11      | 1       | 7     | 114   | 26    | 3     | 2        | 1        | 2        | 20    | 2    | 6     | 70    | 4        | .238  | .291     | .339     | .630  |
| 1970년     | 한신       | 51    | 128   | 112   | 9     | 22    | 5       | 1       | 1     | 32    | 7     | 1     | 1        | 3        | 1        | 4     | 2    | 8     | 23    | 1        | .196  | .272     | .286     | .558  |
| 1971년     | 한신       | 80    | 119   | 103   | 11    | 21    | 4       | 0       | 3     | 34    | 3     | 2     | 1        | 2        | 0        | 10    | 0    | 4     | 27    | 1        | .204  | .299     | .330     | .629  |
| 1972년     | 한신       | 64    | 131   | 113   | 15    | 30    | 1       | 0       | 2     | 37    | 12    | 1     | 0        | 2        | 1        | 13    | 2    | 2     | 16    | 4        | .265  | .349     | .327     | .676  |
| 1973년     | 한신       | 34    | 67    | 55    | 3     | 8     | 0       | 0       | 0     | 8     | 3     | 1     | 3        | 3        | 0        | 6     | 1    | 3     | 11    | 4        | .145  | .266     | .145     | .411  |
| 통산 : 7년 | 통산 : 7년 | 377   | 850   | 755   | 68    | 169   | 22      | 2       | 14    | 237   | 52    | 8     | 8        | 11       | 4        | 55    | 7    | 25    | 155   | 15       | .224  | .297     | .314     | .611  |